# Messina Challenger 1991
Il Messina Challenger 1991 è stato un torneo di tennis facente parte della categoria ATP Challenger Series nell'ambito dell'ATP Challenger Series 1991. Il torneo si è giocato a Messina in Italia dal 16 al 22 settembre 1991 su campi in terra rossa.

## Vincitori

### Singolare
Massimo Valeri ha battuto in finale  Germán López Montoya con il punteggio di 4–6, 6–1, 7–6

### Doppio
Renzo Furlan /  Guillermo Pérez Roldán hanno battuto in finale  Jan Apell /  Markus Naewie con il punteggio di 6–4, 6–2